# Tees
Der Tees [tiːz] ist ein Fluss im nördlichen England. Er entspringt in Cumbria an den südöstlichen Hängen des 893 m hohen Cross Fell, des höchsten Berges der Pennines, und mündet nach 113 km südöstlich von Hartlepool in die Nordsee. Das Einzugsgebiet ist 1834 km² groß.
Der oberste Teil des als Teesdale bezeichneten Gebiets besteht aus ausgedehnten Mooren und ist von zahlreichen Gipfeln umgeben, von denen mehrere über 750 Meter hoch sind. Es folgen kurz hintereinander mehrere Wasserfälle und eine Stromschnelle namens „Cauldron Snout“; das Wasser stürzt über Dolerit- und Basaltfelsen in die Tiefe. Von einem Punkt unterhalb dieser Fälle an bildet der Tees bis zu seiner Mündung die Grenze zwischen den traditionellen Grafschaften Durham und Yorkshire; seit der Gebietsreform im Jahr 1974 liegt der Fluss jedoch fast gänzlich in der Grafschaft Durham. Unterhalb der Cauldron Snout lösen Wälder die bis dahin eher karge Landschaft ab.
Die erste größere Siedlung, mehr als 20 km von der Quelle entfernt, ist Middleton-in-Teesdale. Weiter flussabwärts bei Mickleton mündet rechter Hand der 24,11 km lange Lune in den Tees. Dieser Zufluss ist nicht zu verwechseln mit dem wesentlich größeren Lune, welcher zur Irischen See hin entwässert. Es folgen die von Walter Scott in Gedichten beschriebenen Orte Barnard Castle, Eggleston Abbey und Rokeby Hall, wenige Kilometer unterhalb Barnard Castle mündet die Greta ein. Anschließend wird das Tal deutlich breiter und flacher, der Fluss mäandriert durch die weiträumigen Niederungen südlich von Darlington.
Östlich von Egglescliffe schwenkt der Flusslauf in Richtung Nordosten ein. Im weiteren Verlauf verläuft er in einem durch vielfältige Wasserbaumaßnahmen geänderten Bett zwischen den Städten Stockton-on-Tees und Middlesbrough in Richtung der Ebenen im Bereich des Ästuars, welches vom weiträumigen Industrieareal Teesport, einem der bedeutendsten Hafengebiete Großbritanniens, dominiert wird. Oberhalb der Tees Barrage ist er ein Süßwasserfluss, darunter führt er Brackwasser.
Die Mündung wird von zwei in das Meer hinausreichenden Molen flankiert.